# Austria's Next Top Model (quinta edizione)
La quinta edizione di Austria's Next Top Model è andata in onda sul canale PULS4 dal 3 gennaio al 3 marzo 2013, non più sotto la conduzione di Lena Gercke, ma della modella austriaca Melanie Scheriau; novità anche riguardo agli altri due giudici della gara: Atil Kotuglu ed Elvyra Greyer sono stati sostituiti da Rolf Scheider e Carmen Kreuzer
.
Anche quest'anno, le concorrenti provenivano da tutta l'Austria (con l'aggiunta di una ragazza tedesca ed una svizzera), avevano tra i 16 e i 26 anni ed erano determinate a portare a casa il titolo di modella austriaca del 2013; la prima puntata ha visto venti concorrenti, le semifinaliste, affrontare una prova fisica in una sorta di percorso di guerra, alla fine del quale, dopo una sfilata in studio in abiti eleganti, sono state scelte le quindici finaliste.
La vincitrice di questa edizione è la diciottenne di origine ungherese Greta Uszkai, la quale ha portato a casa un servizio con copertina per la rivista Woman, un contratto con l'agenzia di moda "Wiener Models", una campagna pubblicitaria per la casa produttrice di costumi da bagno "Hervis" e un'automobile.

## Concorrenti
(L'età si riferisce al tempo della messa in onda del programma)
| Concorrente                    | Età | Altezza | Provenienza                                          | Posizione                                                    |
| ------------------------------ | --- | ------- | ---------------------------------------------------- | ------------------------------------------------------------ |
| Charlotte Rothpletz            | 23  | 170 cm  | Friburgo (originaria della Svizzera)                 | Eliminata nell'episodio 2                                    |
| Nadja Sejranic                 | 20  | 174 cm  | Vienna (originaria della Bosnia ed Erzegovina)       | Eliminata nell'episodio 3                                    |
| Tatjana Catic                  | 21  | 173 cm  | Alta Austria (originaria della Bosnia ed Erzegovina) | Ritirata nell'episodio 4                                     |
| Sabrina Kastner                | 23  | 173 cm  | Vienna                                               | Eliminata nell'episodio 4                                    |
| Iris Mann                      | 20  | 178 cm  | Carinzia                                             | Eliminata al di fuori del giudizio in studio nell'episodio 5 |
| Sina Lisa Petru                | 18  | 177 cm  | Vienna                                               | Eliminata nell'episodio 5                                    |
| Sabrina-Nathalie Reitz         | 22  | 175 cm  | Germania                                             | Eliminata nell'episodio 6                                    |
| Luca-Mercedes "Luca" Stemer    | 24  | 182 cm  | Vienna                                               | Eliminata nell'episodio 7                                    |
| Vanessa-Doreen "Vanessa" Rolke | 26  | 177 cm  | Vienna (originaria della Germania)                   | Eliminata nell'episodio 8                                    |
| Isabelle Postl                 | 23  | 177 cm  | Bassa Austria                                        | Eliminate nell'episodio 9                                    |
| Charlotte Aichhorn             | 21  | 178 cm  | Vienna                                               | Eliminate nell'episodio 9                                    |
| Stefanie Wedam                 | 20  | 181 cm  | Stiria                                               | Quarta classificata                                          |
| Aleksandra Stankovic           | 20  | 177 cm  | Vienna (originaria della Serbia)                     | Terza classificata                                           |
| Katrin Krinner                 | 18  | 180 cm  | Alta Austria                                         | Seconda classificata                                         |
| Greta Uszkai                   | 18  | 178 cm  | Vienna                                               | Vincitrice                                                   |

### Ordine di chiamata
| Order | Episodi      | Episodi      | Episodi      | Episodi      | Episodi      | Episodi      | Episodi      | Episodi      | Episodi      | Episodi      | Episodi    |  |
| Order | 1            | 2            | 3            | 4            | 5            | 5            | 6            | 7            | 8            | 9            | 10         |  |
| ----- | ------------ | ------------ | ------------ | ------------ | ------------ | ------------ | ------------ | ------------ | ------------ | ------------ | ---------- |  |
| 1     | Vanessa      | Sabrina      | Iris         | Sina Lisa    | Aleksandra   | Stefanie     | Isabelle     | Stefanie     | Aleksandra   | Greta        | Greta      |  |
| 2     | Charlotte A. | Katrin       | Isabelle     | Stefanie     | Katrin       | Isabelle     | Charlotte A. | Greta        | Vanessa      | Katrin       | Katrin     |  |
| 3     | Katrin       | Tatjana      | Stefanie     | Iris         | Charlotte A. | Sabrina-N.   | Vanessa      | Katrin       | Stefanie     | Isabelle     | Aleksandra |  |
| 4     | Iris         | Sabrina-N.   | Greta        | Charlotte A. | Isabelle     | Katrin       | Greta        | Aleksandra   | Greta        | Aleksandra   | Stefanie   |  |
| 5     | Sabrina-N.   | Charlotte R. | Sabrina-N.   | Isabelle     | Sabrina-N.   | Charlotte A. | Stefanie     | Charlotte A. | Isabelle     | Stefanie     |            |  |
| 6     | Stefanie     | Vanessa      | Charlotte A. | Vanessa      | Vanessa      | Aleksandra   | Katrin       | Isabelle     | Charlotte A. | Charlotte A. |            |  |
| 7     | Sabrina      | Aleksandra   | Vanessa      | Aleksandra   | Luca         | Luca         | Aleksandra   | Vanessa      | Katrin       |              |            |  |
| 8     | Charlotte R. | Sina Lisa    | Luca         | Sabrina-N.   | Sina Lisa    | Vanessa      | Luca         | Luca         |              |              |            |  |
| 9     | Greta        | Greta        | Katrin       | Greta        | Stefanie     | Sina Lisa    | Sabrina-N.   |              |              |              |            |  |
| 10    | Aleksandra   | Nadja        | Tatjana      | Sabrina      | Greta        | Greta        |              |              |              |              |            |  |
| 11    | Nadja        | Stefanie     | Sina Lisa    | Luca         | Iris         |              |              |              |              |              |            |  |
| 12    | Isabelle     | Iris         | Sabrina      | Katrin       |              |              |              |              |              |              |            |  |
| 13    | Tatjana      | Luca         | Aleksandra   | Tatjana      |              |              |              |              |              |              |            |  |
| 14    | Sina Lisa    | Isabelle     | Nadja        |              |              |              |              |              |              |              |            |  |
| 15    | Luca         | Charlotte A. |              |              |              |              |              |              |              |              |            |  |

     La concorrente è immune dall'eliminazione ed è direttamente una finalista
     La concorrente è stata eliminata
     La concorrente ha lasciato la gara volontariamente
     La concorrente è stata eliminata al di fuori del giudizio in studio
     La concorrente è la vincitrice del programma
- Nel primo episodio Vanessa, Charlotte A., Katrin, Iris, Sabrina-Nathalie e Stefanie sono immuni dall'eliminazione, non avendo usufruito del jolly durante il percorso di guerra
- Nel quarto episodio, Tatjana decide di lasciare la gara per motivi personali
- Nel quinto episodio, subito dopo il servizio fotografico, le ragazze vengono informate che una di loro verrà immediatamente eliminata mediante una sorta di classifica; Aleksandra e Katrin sono immuni, la prima per non essere presente al servizio, la seconda per aver reso un'ottima performance durante la sessione di scatti. Alla fine l'eliminata è Iris, mentre in studio, nell'eliminazione di rito, è Sina Lisa a lasciare il programma
- Nel decimo episodio, Stefanie è la prima eliminata tra le quattro finaliste e non partecipa al servizio fotografico nella vasca; Aleksandra viene eliminata subito dopo, e soltanto Greta e Katrin accedono alla finalissima

### Servizi fotografici
- Episodio 1: Photoshoot in bikini
- Episodio 2: Nel deserto
- Episodio 3: Nude e ricoperte d'oro
- Episodio 4: Ballerine in topless
- Episodio 5: Lottando per delle borse
- Episodio 6: Servizio fotografico sott'acqua
- Episodio 7: Servizio fotografico in un bar ispirato ad una campagna pubblicitaria di Louis Vuitton
- Episodio 8: In topless con due modelli
- Episodio 9: Copertina per rivista "Woman"
- Episodio 10: Primi piani dentro una vasca / Photoshoot in bikini